# 120元之春 ¥120 Stories
《120元之春 ¥120 Stories》（日語：120円の春 ¥120Stories）是Interchannel於2005年2月24日發售的PlayStation 2用電子小說類型美少女遊戲。ImoeGames2022年1月在Steam平台發行了遊戲中文版。

## 概要
《120元之春 ¥120 Stories》是由《120元之春》、《120元之夏》、《120元之秋》及《120元之冬》四個故事構成，但最初製作時只是各自收錄的單個故事。《120元之夏》收錄在2003年8月向同好會會員免費贈送的《回饋CD5》中，《120元之冬》收錄於2003年12月12日發售的《Neko Neko Fans Disc 2》中（《120元之夏》亦以隱藏故事收錄），而《120元之夏 特別編》則收錄於2004年5月向同好會會員免費贈送的《回饋CD5.5》中。
直到2004年8月彈珠汽水剛開始發售時才在《號外Interchannel News》正式公佈Interchannel與貓貓軟件合作製作PS2遊戲120元系列並於2004年夏季Comic Market發表情報，收錄以上三個已製作的故事（只有夏 特別編削除成人情節），並添加兩個新故事《120元之春》和《120元之秋》構成。以3045日圓的低價發售，而且還為每個劇本準備一首主題曲，歌詞完全是根據故事劇本的內容而寫成的。
雖然貓貓軟體是成人遊戲品牌，但早在《120元之冬》初出時便沒有描述色情內容。這是由於擔任劇本的認為本作是「精神上的18禁」即「只有成了『成人』的人才會有同感」的作品。只有收錄在《回饋CD5.5》中的《120元之夏 特別篇》中基於趣味性而加入成人情節，但沒收錄在PS2的版本中。
宣傳標語為：「契機是120元和少許勇氣。」。Oricon電視遊戲銷量榜每日排名第19位。

## 故事及登場角色介紹
各個故事都有不同的男女主角，而《120元之冬》和《120元之夏》、《120元之秋》和《120元之春》又分別在故事上互有關係。各篇故事中除了120元之春的女主角有名字外，其他女主角在各自故事中均沒有名字，以下角色名字都是在故事完成後才補回去的；而男主角則全部沒有名字，120元之春的男主角則只在網絡遊戲上有一個暱稱櫻，女主角也用這個名字去稱呼他。

### 120元之冬
飛特族的男主角一天偶然要乘列車到鄉間時，遇到正在車箱內尋找遺失了的車票和隱形眼鏡的女主角。「不知應該做甚麼，但是，總覺得不可以甚麼都不做」，說不出目的地，只想去往遙遠的地方去的女主角，讓男主角回憶起小時候的想法。
小雪（聲：鷹月櫻（PC版）／田口宏子（PS2版））
小學5年生，不是要離家出走，只是想獨單自去很遠很遠的地方。背包帶著的不是豎笛而是牧童笛。性格有點頑固，但相當天真無邪，容易受騙。
由於在PC版最初登場時沒有角色名字，因此有一段時間以負責其角色設定的小田原箱根的名字稱她為「冬箱根」。
在《120元之夏 特別篇》中確定為夏美的妹妹。

### 120元之夏
因為單位不合格而要在暑假回校補習的男主角，在飲品售賣機前遇到正在困擾中的女主角。相遇相對於是必然或偶然，也許是件特別的事。「總覺得會有甚麼改變」，最初由於一件有趣的事情而走在一起的兩人，發覺到更重要的事情。
夏美（聲：鷹月櫻（PC版）／田口宏子（PS2版））
從小起讀女校，性格內向，不擅與男性溝通。偶然之下發現有在一定條件下與男主角一起拍打自動售賣機就會掉出商品的能力。
在PC版最初登場時沒有角色名字，有一段時間以「箱根小姐」或「冬箱根」來稱呼。
在《120元之夏 特別篇》中確定為小雪的姊姊。

#### 120元之夏 特別篇
Canna（聲：佐藤美佳子）
常裝出大小姐性格，但有時也會露餡的偽大小姐，興趣是結他和園藝，世嘉愛好者。
小雪和夏美的姊姊，兩人以「Canna姊姊」稱呼。
總是在當配角，雖然官方網頁四格漫畫《諸葛謹》中表示過當初曾預定為《120元之秋》的女主角。

### 120元之秋
在占卜的電視節目上聽到「助人是幸運的關鍵」的男主角懷著會有好事發生的心情在街上閒晃，正好遇上需要幫助的女孩子，沒想到幫助女孩子脫臉後卻反而被她遷怒……在不幸與幸運的交替日，發現彩券的價值。
秋子（聲：河本明子）
在占卜中得知將遇到十年一次的大好運日前而盡全力遇上壞運的女孩。性格粗枝大葉，不太理會他人目光，會盡力達成目標的行動派。
在本作中最初登場時沒有名字，有一段短時間以片尾表記的名字「秋小姐」來稱呼，後來在Scarlett中的「Neko Fans Disc」和諸葛謹189回中表明名字。

### 120元之春
過著早上到可麗餅店打工，晚上通宵玩電腦遊戲的生活的主角，偶然之下中彩得到一大筆獎金，計劃用彩金在鄉間買下小屋滿足地過著每天打電玩的生活。在那裏遇到以小屋為秘密基地，每天獨自在那裏遊玩，對現實充滿著不安感的女主角。描寫在小屋裏的兩人，對現實與生活的想法與改變。
中村葉月（聲：能登麻美子）
由於某種原因而從城市搬到郊區居住的小學生。雖然本性是開朗、天真無邪的小女孩，但由於怕生和對新環境不適應，加上雙親外出工作不在家，經常缺課獨自到沒人的破屋遊玩。

## 製作人員
- 劇本：
- 原畫：（小雪、夏美、Canna）、蜂矢（秋子、葉月）、u-r
- BGM：Elements Garden、443、ebi、Barbarian On The Groove、feel

## 主題曲
曲名與故事名稱相同，歌曲是對應相同故事的片尾曲。
- （120元之春）
  - 作詞：　作曲：藤間仁(Elements Garden)　歌：YURIA
- （120元之夏）
  - 作詞：　作曲：ebi(Sound union)　歌：KAKO
- （120元之秋）
  - 作詞：　作曲：石橋弘史(Barbarian On The Groove)　歌：Miglen
- （120元之冬）
  - 作詞：　作曲：藤間仁(Elements Garden)　歌：KAKO

### 引用
1. ↑  . ファミ通.com.   [2017-02-04]. （原始内容存档于2017-02-05） （日语）.
2. ↑  雅虎新聞，每日電視遊戲銷量榜，2005年2月26日，2005年3月3日網頁存檔，2009年3月17日查閱。